# Стипендиальная программа Лейна Киркланда
Стипендиальная программа имени Лейна Киркланда — программа, направленная на передачу польского опыта в области системных преобразований и европейской интеграции специалистам и экспертам из стран Восточной Европы, Кавказа и Центральной Азии; стипендиат получает возможность проводить дополнительные исследования в университетах Польши. Стипендия может быть присвоена студентам с оконченным высшим образованием из следующих стран: Армения, Азербайджан, Беларусь, Грузия, Казахстан, Кыргызстан, Молдова, Россия, Таджикистан, Украина и Узбекистан. Основная часть программы длится два семестра.

## История
Целью программы, по мнению её организаторов, является поддержка демократических и свободных рыночных преобразований в странах Центральной и Восточной Европы. Программа финансируется Польско-американским фондом свободы, софинансируется Национальным агентством академических обменов и управляется Фондом лидеров перемен.
Первый учебный год программы, в рамках которого 12 граждан Украины обучались в Варшаве, был организован совместно с Университетом Восточной Европы Варшавского университета (SEW) и проходил под руководством Яна Малицкого.
В последующие годы в программе произошли значительные изменения: её «оператором» стала польско-американская комиссия Фулбрайта. Граждане Беларуси, России (только жители Калининградской области), Словакии и Литвы могли подать заявку на получение стипендии, а количество стипендиатов увеличилось до 30 человек.
В 2004 году Грузия и Молдова присоединились к программе, а через год в неё вошла и Армения. В 2006 году программа была распространена на всю Россию, а также -— на Азербайджан и Казахстан. С 2009 года граждане Киргизстана также могли получить стипендию. С 2019/2020 учебного года программа была расширена ещё на две страны: Таджикистан и Узбекистан. В настоящее время в каждом здании обучается около 50 человек.
В феврале 2016 года был создан фонд «Лидеры перемен»; его задачей стала управление двумя программами Польско-американского фонда свободы — стипендиальной программой Лейна Киркланда и программой Студенческие поездки в Польшу.

## Правила набора
Конкурс на стипендию Лейна Киркланда обычно объявляется в конце ноября или в декабре; крайний срок подачи заявок — в марте. Все кандидаты при подаче заявки на стипендию должны иметь как минимум два года стажа и диплом о высшем образовании.
Для участия в программе приглашаются кандидаты, связанные с:
- академическим образованием
- экономикой, управлением и политикой
- управлением в бизнесе, образовании, здравоохранении, экологии
- общественными организациями и учреждения культуры
- журналистикой и гражданским активизмом

## Kirkland Research
Kirkland Research — это программа, созданная в 2016 году в рамах стипендиальной программы Киркланда. Предлагает краткосрочные научные исследования и стажировки для людей у которых уже есть научная позиция. Получатели стипендии в рамках исследовательской программы Kirkland Research не обязаны участвовать в университетских занятиях. Они направляются на индивидуальную научную работу под наблюдением специально отобранного научного руководителя; результатом их совместной деятельность является публикация научной статьи. Программа рассчитана на кандидатов наук (Ph.D.).